# イルデブランド・ピツェッティ
イルデブランド・ピツェッティ（Ildebrando Pizzetti, 1880年9月20日 - 1968年2月13日 ローマ）はイタリアの作曲家・音楽評論家・音楽教師。

## 経歴
パルマ出身。ピアニストで音楽教師であった父オドアルド（Odoardo Pizzetti）から、ピアノと音楽の手ほどきを受ける。最初は台本作家を目指していくつかの戯曲を手懸け、そのうち2作は舞台上演もされている。1895年に音楽家を志して地元の音楽院に進んだ。1897年からジョヴァンニ・テバルディーニの薫陶を受けて、イタリアのルネサンス音楽に開眼、生涯にわたって自作や著作において影響を受ける。
フィレンツェ音楽院の教壇に立ち、1917年から1923年まで院長に就任。1923年にはミラノ音楽院院長に転出。門人にマリオ・カステルヌオーヴォ＝テデスコ、オルガ・ラッジ、フランコ・ドナトーニらがいる。音楽評論家としては、イタリア音楽や古代ギリシャの音楽について数冊の著作を残し、音楽雑誌の共同創設者にも名を連ねた。

## 概論
新ウィーン楽派と同世代で、イタリア新古典主義音楽の推進者に数えられるが、伝統的な調性感や和声法を保っており、実際にはロマン派音楽ないしは新ロマン主義音楽の作曲家と見做されなければならない。器楽作曲の興隆をもくろんだ「80年世代」の一人として、当初はしばらくオペラの分野から遠ざかり、器楽曲や、伝統的なアカペラ様式の合唱曲の作曲に携わった。
日本との関係では、1940年代にファシズム政権と近しかったことをめぐっては、しばしば積極的な評価も聞かれるものの、賛否両論に分かれている。成熟期に作曲された《交響曲イ調》は、「皇紀2600年奉祝曲」として日本政府より打診され、初演された後1940年12月7日に録音された。このように日本とは浅からぬ縁があり、作風も日本において広く好まれているロマン派音楽の伝統に従っているにもかかわらず、現在ピツェッティの作品が日本で広く親しまれているとはいえない。

## 主要作品一覧
ピツェッティはしばしば近現代の音楽に嫌悪感を示し、初期バロック音楽やルネサンス音楽への回帰をうたったが、叙情的な旋律、半音階的進行を好む和声法、流麗な転調においてロマン派音楽の伝統とつながりを保っており、しばしばセザール・フランクの作風に似ていることが指摘されている。《イ長調のヴァイオリン・ソナタ》（1918年着手、1920年出版）はユーディ・メニューインに、歌劇《大聖堂における殺人 Assassinio nella cattedrale》はカラヤンに愛された。

### 歌劇
- フェードラ Fedra（1909-12年）
- イフィジェーニア Ifigenia
- クリテンネストラ Clitennestra
- ゲラルド神父 Fra Gherardo
- オルセーオロ Orsèolo
- 銀の靴 Il calzare ｄ'argento（1962年初演）
- 大聖堂における殺人 Assassinio nella cattedrale

### 付随音楽
- ピサの少女 La pisanella（1913年）
- 聖ウリーヴァの劇 La rappresentazione di Santa Uliva（1933年）

その他、ダヌンツィオの戯曲のための劇付随音楽が数曲ある。

### 映画音楽
- ポー河の水車小屋 Il mulino del Po（1949年）

### 管弦楽曲
- ソフォクレスの「オイディプス王」への3つの交響的前奏曲 3 Preludi sinfonici per L'Edipo Re di Sofocle（1924年刊）
- 夏の協奏曲 Concerto dell'estate（1928年）
- 管弦楽のための三部作『パンアテネの祭り』La Festa delle Panatenee: Tre pezzi per orchestra（1936年）
- 炎の交響曲 Sinfonia del fuoco （サイレント映画「カビリア」のための音楽から）
- 交響曲イ調（1940年ごろ作曲・出版）
  - 正式名称：Sinfonia in A in celebrazione del XXVIo centenario della fondazione dell'Impero giapponese
- チェロ協奏曲ハ長調（1935年出版）
- ヴァイオリン協奏曲イ長調（1946年出版）
- ピアノ協奏曲「夏の歌」Canti della stagione alta（1930年）
- ハープ協奏曲 変ホ長調（1960年出版）
- ヴェネツィアのロンド Rondo veneziano（1929年）

### 室内楽曲・独奏曲
- 弦楽四重奏曲イ長調（1906年）
- 弦楽四重奏曲ニ長調（1932-33年、出版1934年）
- ピアノ三重奏曲 ト短調（1900年）
- ピアノ三重奏曲 イ長調（1925年以降）
- ヴァイオリン・ソナタ ハ短調（1900年）
- ヴァイオリン・ソナタ イ長調（1918年、1920年出版）
- チェロ・ソナタ ヘ長調（1921年、1922年出版）
- アリア ニ調（1906年）※ヴァイオリンとピアノのための作品
- チェロとピアノのための3つの歌 Tre canti
- ピアノ・ソナタ（1942年出版）

### 合唱曲・歌曲
- 2つの愛の歌（1914年）
- レクイエム（死者のためのミサ曲）
- 祝婚歌 Epithalamium（1939年以前？ 1940年初演？）
- ペトラルカの3つのソネット 3 Sonetti del Petrarca
- 2つの合唱曲 2 Composizioni corali
- 3つの合唱曲 3 Composizioni corali

## 文献
- Renato Fondi, Ildebrando Pizzetti e il dramma musicale italiano d'oggi, Roma, Biblioteca dell'Orfeo, 1919.
- Riccardo Viagrande, La generazione dell'Ottanta, Casa Musicale Eco, Monza, 2007.
- Mario Giuseppe Genesi, I Pastori di I. Pizzetti. Una lirica da camera protonovecentesca, Piacenza, Tip. San Paolo, 1988.